# Jacob Philipp Hackert

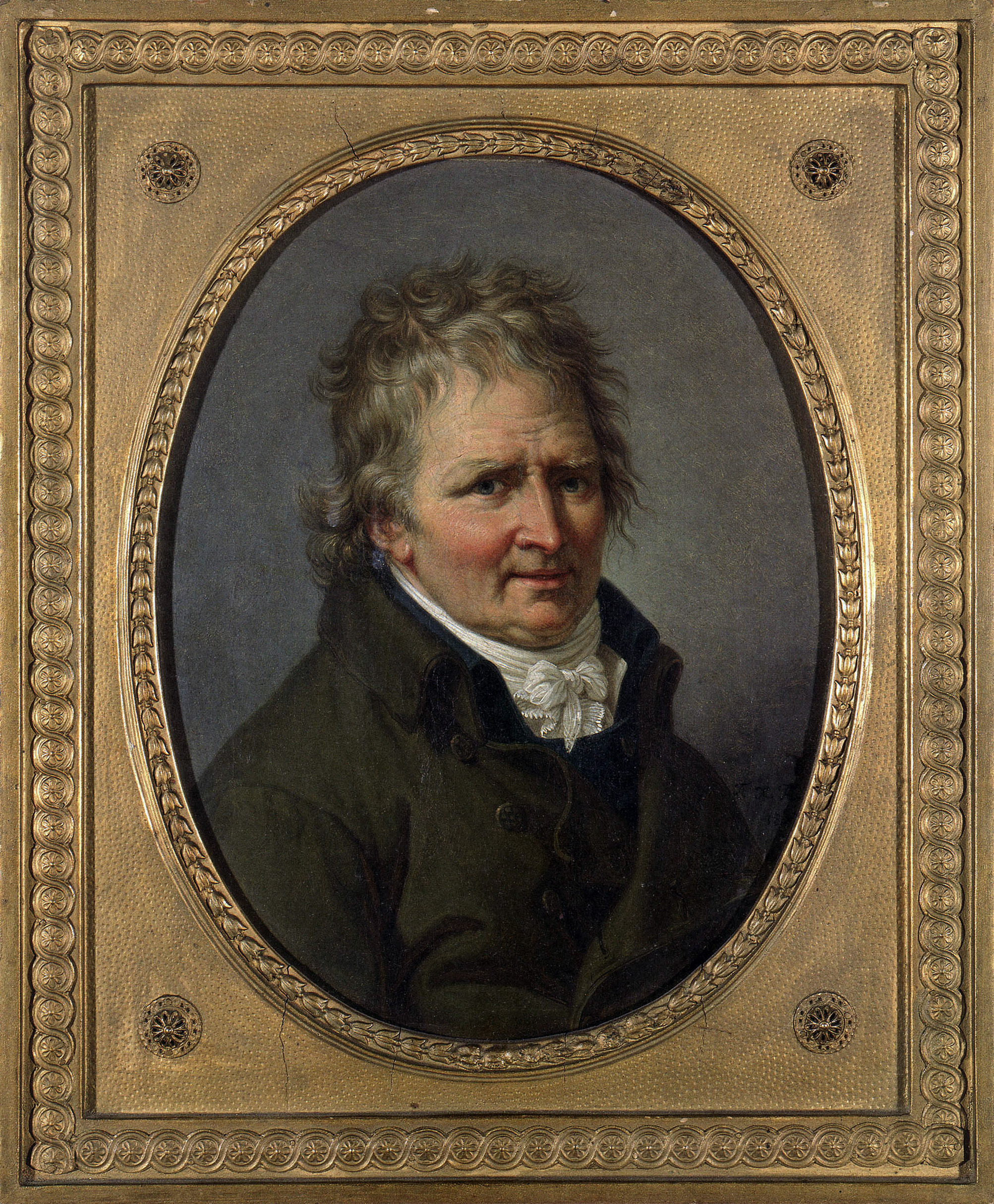
Retrato de Jakob Philipp Hackert por François-Xavier Fabre, 1807, Roma, Casa de Goethe.

Jacob Philipp Hackert (Prenzlau, 1737 - San Pietro di Careggi (Florencia), 1807) fue un pintor paisajista alemán neoclásico.

## Biografía
Comenzó su formación artística en el taller de su padre y más adelante con un tío, pintor en Berlín, a donde se desplazó Jacob en 1758 para ingresar en la Academia de Bellas Artes, donde el director Blaise Nicholas Le Sueur lo instó a dedicarse al paisajismo  En 1761 logró llamar la atención con dos de sus paisajes. Invitado por el barón Adolf Friedrich Olthoff viajó a Stralsund, en el norte de Alemania, Rügen y Estocolmo, donde se ocupó en pinturas murales.
De 1765 a 1768 trabajó en París con otro pintor paisajista alemán, Balthasar-Antoine Dunker. Allí tuvo la oportunidad de estudiar la pintura de Claude Joseph Vernet, quien por entonces ya era un pintor consagrado gracias a sus marinas y sus paisajes. En 1767, en el curso de un viaje por Francia, pasó varios meses en la villa que el obispo de Mans, Louis André de Grimaldi, tenía en el campo, en La Chaussée-d'Ivry, cuyo paisaje captó en alguna acuarela fechada y localizada con precisión.
Tras un viaje por Normandía y Picardía, en 1768 marchó a Italia con su hermano Georg. En el curso de su viaje, en el que se desplazaron por toda Italia, Jacob ganó reputación como pintor paisajista. Entre sus clientes de este momento se cuentan el papa Pio VI y la zarina Catalina la Grande, para la que pintó un ciclo dedicado a la batalla naval de Cesme, en Turquía. Su prestigio como pintor paisajista le valió ser llamado a la corte de Fernando IV de Nápoles. La elección en 1778 del Mont Ventoux como motivo de uno de sus cuadros (Vista del Mont Ventoux desde Carpentas), constituyó un hecho verdaderamente innovador.
De regreso a Nápoles conoció a Johann Wolfgang von Goethe. A partir de aquel encuentro, ambos artistas se profesaron admiración recíproca y en 1811 Goethe se encargó de redactar la primera biografía de Hackert. Tras la sublevación de los lazzaroni en Nápoles  y la proclamación de la República Partenopea escapó a Livorno. Pasó luego a Pisa y finalmente se estableció en una villa de las proximidades de Florencia, en cuya campiña falleció el 28 de abril de 1807.